# John P. Jumper

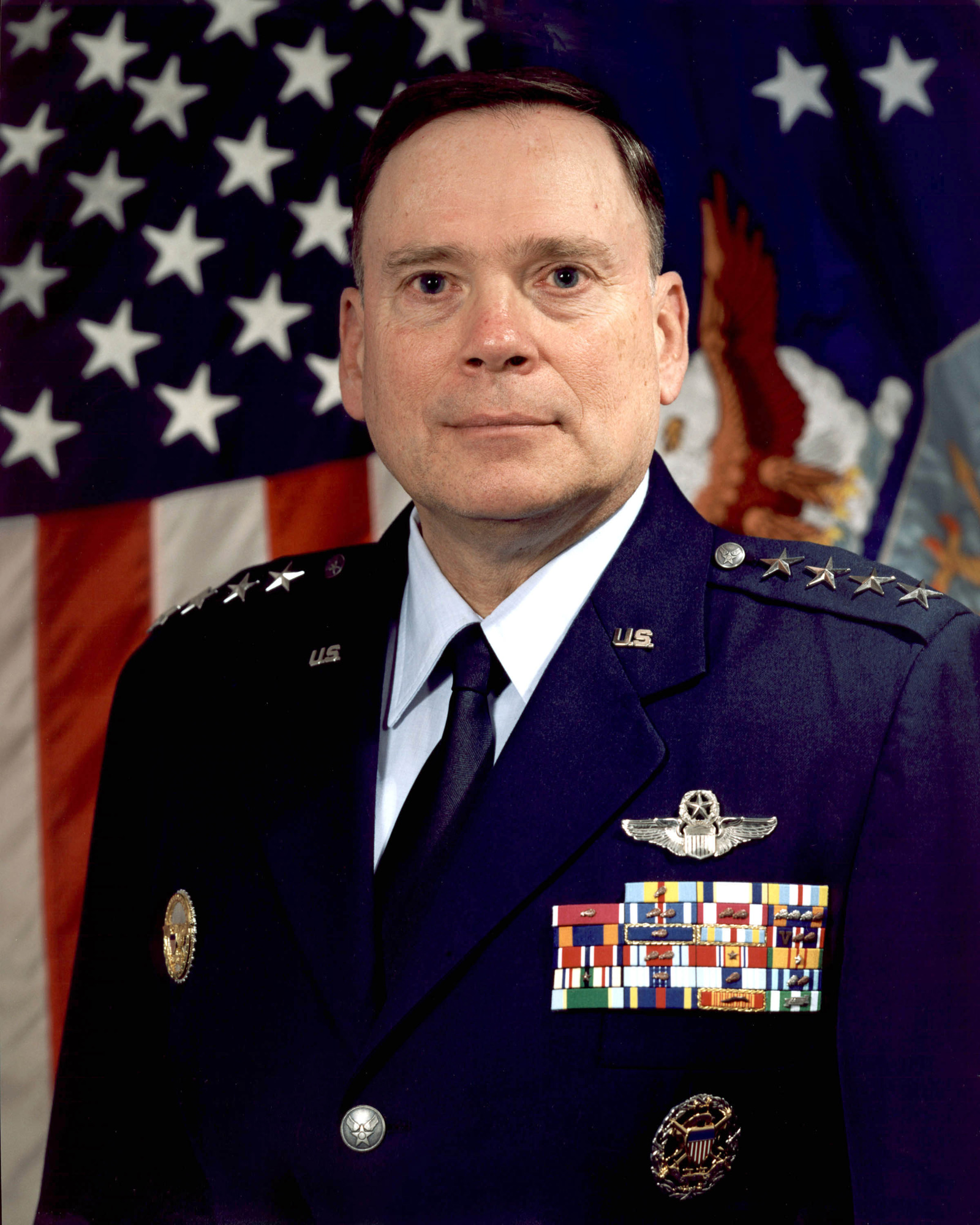
General John P. Jumper

John Phillip Jumper (* 4. Februar 1945 in Paris, Texas) ist ein pensionierter US-amerikanischer Luftwaffengeneral und ehemaliger Stabschef der US Air Force (USAF) (Chief of Staff of the Air Force, kurz CSAF).

## Leben
Seine militärische Laufbahn begann Jumper 1966 als Second Lieutenant und mit dem Abschluss des Virginia Military Institute in Lexington als Bachelor für Elektrotechnik. Weitere Stationen waren die Ausbildung zum Piloten (1967), zwei Stationierungen in Südostasien (1967/68 und 1969/70), der Besuch der Offiziers- und Kommandeursschule der Maxwell Air Force Base (1975–1978) und des National War College in Washington, D.C. (1982). Im März 1983 übernahm er sein erstes Kommando als Oberbefehlshaber des 430. taktischen Kampfgeschwaders auf der Nellis Air Force Base in Nevada.
Am 1. Februar 1992 wurde Jumper zum Major General befördert und diente vom Mai 1992 bis zum Februar 1994 als Senior Military Assistant des US-Verteidigungsministers Les Aspin; vom 21. Dezember 1997 bis Februar 2000 war er Kommandeur der United States Air Forces in Europe in Ramstein, anschließend Chef des Air Combat Command. Von September 2001 bis September 2005 war General John P. Jumper Stabschef der US Air Force und damit ihr höchster Offizier. Am 2. September 2005 gab er das Amt an General T. Michael Moseley ab, den bisherigen Vizechef des Stabes der USAF. Nach 39 Dienstjahren trat Jumper am 1. November 2005 in den Ruhestand.
Während seiner Zeit als Chief of Staff of the Air Force hatte er einen Gastauftritt in der Fernsehserie Stargate – Kommando SG-1, in der er sich selbst und damit den Oberkommandierenden der USAF spielte.

## Auszeichnungen
Auswahl der Dekorationen, sortiert in Anlehnung der Order of Precedence of Military Awards:
- Defense Distinguished Service Medal (3 ×)
- Air Force Distinguished Service Medal (3 ×)
- Army Distinguished Service Medal
- Navy Distinguished Service Medal
- Coast Guard Distinguished Service Medal
- Defense Superior Service Medal
- Legion of Merit (2 ×)
- Distinguished Flying Cross (3 ×)
- Meritorious Service Medal (3 ×)
- Air Medal (18 ×)
- National Defense Service Medal (2 ×)
- Vietnam Service Medal (2 ×)
- Southwest Asia Service Medal (2 ×)
- Großoffizier der französischen Ehrenlegion (2004)